# Arpa (Einheit)
Arpa war ein ungarisches Flächenmaß. Das Maß war dem Wiener Joch gleich.
- 1 Arpa = 5755 Quadratmeter
- 1 Joch (niederösterr.) = 1600 Quadrat-Klafter (österr.) = 0,5754642 Hektar